# Frequency Drift
Frequency Drift ist eine Progressive-Rock- und Cinematic Music Band aus Bayreuth.

## Geschichte
Die Band formierte sich im Jahr 2007 im Rahmen eines Wettbewerbs um den Keyboarder Andreas Hack. Ihr Debütalbum erschien 2008 bei Musea, der Nachfolger war thematisch damit verknüpft. Beide Teile von Personal Effects erzählen vom Leben zweier Schwestern in einer dystopischen Zukunft. Das dritte Album Ghosts ist ein Konzeptalbum um Erinnerungen, die Menschen prägen und verfolgen. Das vierte Album Laid to Rest knüpfte wiederum an seinen Vorgänger an und erschien im Juli 2012 beim RPWL-Label Gentle Art of Music. Im selben Monat traten Frequency Drift bei der siebten Night of the Prog auf der Loreley auf. Nach Auftritten in ganz Europa veröffentlichte die Band im April 2018 ihr neuestes Studioalbum „Letters to Maro“.

## Stil
Da die Liedtexte in der Regel durch albenübergreifende Konzepte zusammenhängen und die Band Wert auf die atmosphärische Gestaltung ihres Progressive Rock oder Metal legt, bezeichnet sie ihren Stil als Cinematic Prog. Charakteristisch dafür sind, insbesondere beim vierten Album, Arrangements mit Einflüssen aus Klassik und Weltmusik sowie die Instrumentierung mit Geige, Harfe, Klarinette, Flöte und Gemshorn.

## Diskografie
- 2008: Personal Effects Pt. 1 (Musea[4])
- 2009: Personal Effects Pt. 2 (Cyclops[5])
- 2011: Ghosts (ProgRock Records[6])
- 2012: Laid to Rest (Gentle Art of Music)
- 2014: Over (Gentle Art of Music[7])
- 2014: Summer (Selbstverlag)
- 2016: Last (Gentle Art of Music)
- 2018: Letters to Maro (Gentle Art of Music)[8]